# Balaruc-le-Vieux
Balaruc-le-Vieux è un comune francese di 2 089 abitanti situato nel dipartimento dell'Hérault nella regione dell'Occitania.

## Società

### Evoluzione demografica
Abitanti censiti